# ポウル・ヘーガード

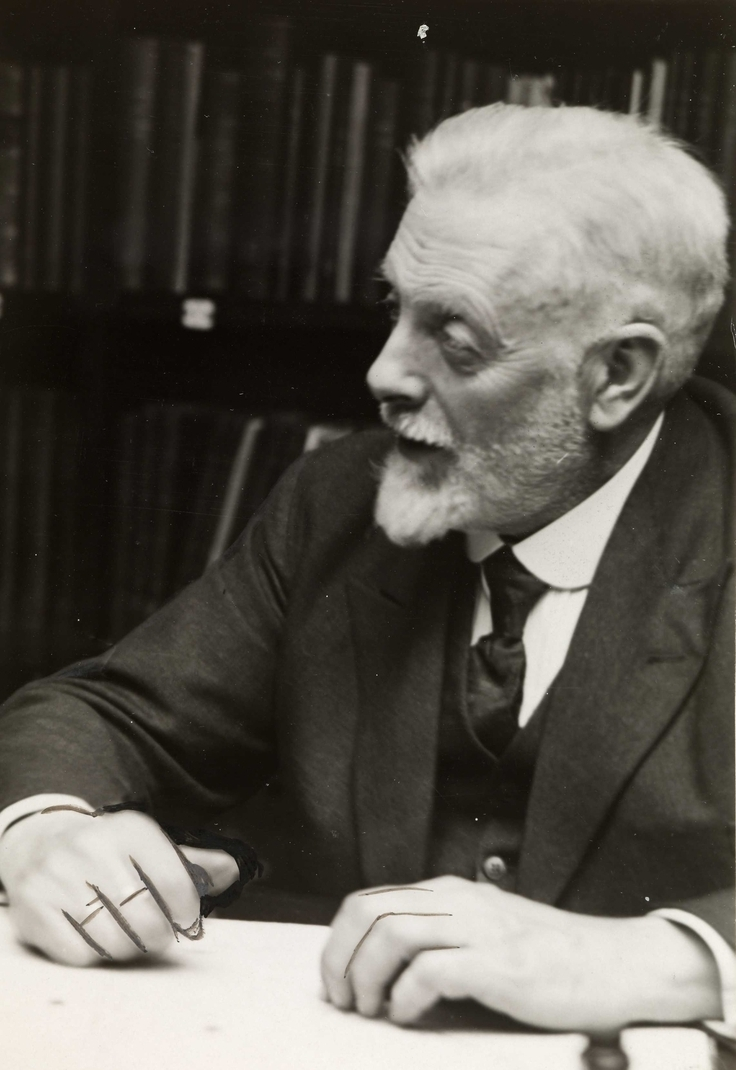
ポウル・ヘーガード（1940年）

ポウル・ヘーガード（Poul Heegaard、1871年11月2日 - 1948年2月7日）はデンマークの数学者。専門は位相幾何学（トポロジー）。ヘーガード分解(en:Heegaard splitting)にその名が残っている。なお、Heegaardは片仮名でヒーガード、ヘーゴールなどとも書かれる。数学のほか、天文学にも関心を抱いていた。

## 生涯
ポウル・ヘーガードは1871年、デンマークの首都コペンハーゲンに誕生した。コペンハーゲン大学の哲学教授を務める父(Sophus Heegaard)、母(Louise Henriette Laurenze Fensmark)、姉(Henny)との4人家族だったが、父と姉はポウルが10代の頃に他界した。
ヘーガードは1893年にコペンハーゲン大学において修士号を得たのち、パリを訪れる。ソルボンヌ大学でエミール・ピカールの、コレージュ・ド・フランスでカミーユ・ジョルダンの講義を聴講したが、どちらの講義も単に自身の著書（ピカール『解析学講座』、ジョルダン『解析学教本』）を棒読みするだけで退屈だったと評している。ヘーガードはこの頃にトポロジーに興味を抱くようになったとされる。
半年間のパリ滞在後、ヘーガードはドイツのゲッティンゲンに渡り、フェリックス・クラインと出会う。その後コペンハーゲンに帰還した彼は、高校教師として働いて十分な収入を得た後、5歳年下のマグダレーン(Johanne Magdalene Johansen)と結婚。夫婦には後に6人の子が誕生する。
1898年、デンマーク語で論文『代数曲面の連結性に関する位相理論の研究』(Forstudier til en topologisk Teori for de algebraiske Fladers Sammenhæng)を著し博士号を取得、この論文にはアンリ・ポアンカレの提唱した双対定理(en:Poincaré duality）の反例が述べられていたため国際的に有名となり、18年後の1916年には《フランス数学協会報》(Bulletin de la Société Mathématique de France)に『位置解析について』(Sur l'analysis situs)と改題したフランス語訳版が掲載された。
1907年には7歳下のマックス・デーンと共にクラインが監修するドイツ語の『数理科学百科事典』(de:Enzyklopädie der mathematischen Wissenschaften)
の位置解析(Analysis Situs)の章の執筆に携わる。ヘーガードとデーンは1904年にドイツのハイデルベルクで開催された国際数学者会議で出会っており、知人同士だった。
1910年にコペンハーゲン大学の教授となったが、同僚と上手くいかず7年後に退職。その後、1918年から1941年までの23年間、ノルウェーのオスロ大学に勤務していた。ノルウェーでは1929年から1934年までノルウェー数学会の会長を務めた。
1948年、オスロにて76歳で死去。